# Hydraena clemens
Hydraena clemens är en skalbaggsart som beskrevs av Manfred A. Jäch och Díaz 2006. Hydraena clemens ingår i släktet Hydraena och familjen vattenbrynsbaggar. Inga underarter finns listade i Catalogue of Life.